# Microchoerus
Il microchero (gen. Microchoerus) è un primate estinto, appartenente ai tarsiformi. Visse tra l'Eocene superiore e l'Oligocene inferiore (circa 37 - 30 milioni di anni fa) e i suoi resti fossili sono stati ritrovati in Europa.

## Descrizione
Questo animale è conosciuto soprattutto per la dentatura, ma dal confronto con animali simili come Necrolemur è possibile ipotizzarne l'aspetto: Microchoerus doveva essere simile agli attuali tarsi; come questi ultimi, Microchoerus doveva possedere orbite enormi e poste frontalmente, e anche le orecchie dovevano essere grandi. Microchoerus possedeva denti aguzzi, utili probabilmente a mordere e spezzare gli esoscheletri duri degli insetti. Microchoerus era caratterizzato dall'estrema complessità dei molari, dotati di numerose pieghe e tubercoli secondari: questi denti erano molto simili a quelli dei suidi (da qui il nome Microchoerus, che significa "minuscolo maiale"). In alcuni esemplari si assiste a un inizio di molarizzazione del quarto premolare.

## Classificazione
Il genere Microchoerus venne descritto per la prima volta nel 1844 da Wood, sulla base di resti fossili ritrovati in terreni dell'Eocene superiore dell'Hampshire (Inghilterra); la specie tipo è Microchoerus erinaceus. A questo genere sono state attribuite in seguito altre specie, alcune provenienti dall'Inghilterra (M. creechbarrowensis, M. wardi) che tuttavia sono considerate identiche alla specie tipo. Altre specie attribuite a Microchoerus sono M. edwardsi delle fosforiti di Quercy (Francia), M. ornatus (Eocene superiore della Svizzera) e M. hookeri (Eocene superiore della Spagna). Sembra che vi sia stata una serie evolutiva tra M. erinaceus, M. hookeri e M. edwardsi (la specie più grande), sempre nel corso dell'Eocene superiore. Altri fossili attribuiti a Microchoerus provengono dall'Oligocene inferiore della Spagna. 